# Alex Høgh Andersen
Alex Høgh Andersen, född 20 maj 1994, är en dansk skådespelare. Han är främst känd för rollen som Ivar Benlös i TV-serien Vikings.

## Biografi
Alex Høgh Andersen kommer från Skælskør på västra Själland. Høgh Andersen har stått på scen sedan han var sex år gammal. Som 11-åring medverkade han 2006 i det danska TV-programmet Scenen er din, ett talangjaktsprogram, baserat på amerikanska Star Search. Han tog sig där till en semifinal i kategorin juniorsång. Han har gått på Eventyrteatrets Dramaskole, vilket ledde till att han spelade huvudrollen som Arthur Pendragon i Svärdet i stenen på Tivoli i Köpenhamn 2010. Han har även spelat Jim i Skattøen och Rolf i Sound of Music på Borreby Teater.
2012 spelade han rollen som Victor i den danska miniserien Outsider och därefter William Iversen i den danska julkalendern Tvillingerne & Julemanden. För rollen som William utsågs han till Upcoming TV-star of the Year.
Åren 2014–2017 studerade han film och media på Köpenhamns universitet.
Alex Høgh Andersen har även varit verksam som röstskådespelare, som den danska rösten till Hiro i Big Hero 6.

## Filmografi (i urval)
- 2012 – Outsider (TV-serie)
- 2013 – Tvillingerne & Julemanden (TV-serie)
- 2015 – Hedensted High (TV-serie)
- 2016 – Vikings (TV-serie)